# Adesmia subtropicalis
Adesmia subtropicalis es una especie de planta floral del género Adesmia, categorizada en la tribu Dalbergieae, de la familia Fabaceae.

## Distribución
Especie nativa de Brasil. Crece en el bioma subtropical.

## Taxonomía
Fue descrita por Cobra.
Tratamiento taxonómico
La especie aparece registrada y publicada en Phytotaxa 521: 220 (2021).